# جان ماري فروتير
جان ماري فروتير هو قسيس كندي، ولد في 1 يوليو 1920 في مدينة كيبك في كندا، وتوفي بنفس المكان في 31 أكتوبر 2002.